# Rasmus Seebach
 (avril 2012).
Si vous disposez d'ouvrages ou d'articles de référence ou si vous connaissez des sites web de qualité traitant du thème abordé ici, merci de compléter l'article en donnant les références utiles à sa vérifiabilité et en les liant à la section « Notes et références ».
Rasmus Seebach (né le 28 mars 1980 à Frederiksberg) est chanteur, auteur et producteur danois. Son premier album éponyme sort en 2009, après avoir travaillé pendant 10 ans en tant que compositeur pour d'autres artistes. L'album Rasmus Seebach, comprenant le single Engel, est un immense succès avec plus de 200 000 exemplaires vendus ; son deuxième album Mer' end kærlighed se vend à plus de 40 000 exemplaires en moins d'une semaine. Sa musique est aussi diffusée en Allemagne, en Norvège et en Suède où son single Natteravn fera longtemps partie du Top 5.

## Enfance
Rasmus Seebach est né le 28 mars 1980, à Frederiksberg, dans la banlieue de Copenhague. Il est le fils de Karen Sommer et du chanteur populaire Tommy Seebach. Rasmus a aussi une sœur cadette, Marie, et un frère aîné, Nicolai. Son père meurt en 2003 d'une crise cardiaque et dans la chanson Den jeg er, il lui pardonne son alcoolisme.

## Parcours musical

### Débuts
Rasmus s'intéresse très tôt à la musique, plus particulièrement au rap et au hip-hop, ce qui le conduira à former avec son frère Nicolai, le groupe de hip-hop G-Bach qui publiera l'album Checkmate en 1999. À partir de cette date, lui et son frère, écriront des chansons pour des artistes danois et étrangers et ils fondent en 2000 une société de production (Top Notch Music). En 2005, il écrivit la chanson caritative Hvor små vi er au profit des victimes du tsunami dans l'Océan Indien.

## Carrière de chanteur
À l'origine, Rasmus était seulement un auteur-compositeur mais il se décide à chanter lui-même en écrivant la chanson Engel. Il publie en 2009 son premier album Rasmus Seebach comprenant les titres "Engel", "Glad igen", "Lidt i fem" et "Natteravn". Il obtient 11 disques de platine.
Son deuxième album Mer' end kærlighed sort en octobre 2011 avec le single "I mine øjne". Il est couronné de 10 disques de platine au Danemark. En 2012, il enregistre avec Lionel Richie une reprise de "Say You, Say Me" qui figure sur l'album international de ce dernier.